# Монтморънси (окръг, Мичиган)
Окръг Монтморънси (на английски: Montmorency County) е окръг в щата Мичиган, Съединени американски щати. Площта му е 1456 km², а населението - 10 315 души (2000). Административен център е населеното място Атланта.